# Cannabinoidi sintetici
I cannabinoidi sintetici sono una classe di molecole non presenti in natura che si legano agli stessi recettori a cui si legano i cannabinoidi ( THC, CBD e molti altri) presenti nelle piante di cannabis.  Queste nuove sostanze psicoattive non devono essere confuse con i fitocannabinoidi sintetici (come il Dronabinol, THC ottenuto mediante sintesi chimica) o con gli endocannabinoidi sintetici dai quali si differenziano per molti aspetti.
La maggior parte dei cannabinoidi sintetici sono agonisti dei recettori dei cannabinoidi. In genere sono stati progettati per avere effetti simili al THC, il cannabinoide naturale con la più forte affinità di legame con il recettore CB1, principale sostanza psicoattiva della marijuana.  Questi analoghi sintetici spesso hanno una maggiore affinità di legame e una maggiore potenza verso i recettori CB1 . Esistono diverse famiglie di cannabinoidi sintetici, ad esempio AM- xxx , CP- xx,xxx , HU- xx , JWH- xxx , nominate in origine con l'acronimo eponimico del creatore della sostanza ( ad esempio JWH sta per John W. Huffman, AM per Alexandros Makriyannis, CP per l'azienda Carl Pfizer) ma anche con nomi commerciali atti a promuoverne l'uso ricreazionale.
I cannabinoidi sintetici vengono utilizzati in vari modi:
- Spruzzati su materiale vegetale che viene poi fumato in quella che viene normalmente chiamata cannabis sintetica.
- Miscelati in un liquido e vaporizzati in dispositivi elettronici per la somministrazione di nicotina (come le sigarette elettroniche).
- Aggiunti a tisane o al cibo.

I cannabinoidi sintetici svolgono un ruolo importante nel mercato in rapida evoluzione delle designer drugs  o legal highs, cioè di quelle nuove sostanze psicoattive non regolamentate che di solito sono destinate a imitare gli effetti di sostane psicoattive il cui utilizzo è controllato o limitato per legge. Questo è un'area caratterizzata da dati limitati sull'utilizzo, con rischi e possibili danni in gran parte sconosciuti, e dove sostanze psicotrope altamente potenti sono motivo di seria preoccupazione. Nel caso di miscele da fumare contenenti cannabinoidi sintetici possono esserci notevoli variazioni sia qualitative che quantitative.
I produttori di cannabinoidi sintetici cercano di aggirare le leggi per il controllo delle droghe e delle sostanze psicoattive sintetizzando sempre nuove molecole o commercializzandole con l'indicazione «Non per uso umano». Alcuni prodotti basati su cannabinoidi sintetici vengono venduti come miscele di erbe con i marchi “Spice”, “Spice Gold”, "Spice Diamond", "Arctic Spice", "Silver", "Aroma", "K2", "Genie", "Scene" o "Dream" e pubblicizzati come prodotti a base di incenso, pot-pourri di erbe da meditazione, additivi per il bagno o deodoranti per ambienti.
I cannabinoidi sintetici iniziarono a essere prodotti e venduti all'inizio degli anni 2000.  Dal 2008 al 2016, sono stati segnalati al Osservatorio europeo di monitoraggio delle droghe e delle tossicodipendenze (EMCDDA) 169 agonisti sintetici dei recettori dei cannabinoidi.
Gli effetti negativi sulla funzione cerebrale segnalati includono: agitazione e irritabilità, allucinazioni, deliri, psicosi, pensieri suicidi, comportamento violento, confusione, scarsa coordinazione e concentrazione, convulsioni, sonnolenza e vertigini. Possono essere conseguenti altri problemi di salute quali: problemi respiratori o gastrointestinali, attacco di cuore, tachicardia, ipertensione arteriosa, ictus, insufficienza renale, danni muscolari.  Sono stati segnalati anche casi di forte compulsione a ripetere la dose, sintomi di astinenza e desiderio persistente. Sono stati registrati diversi decessi legati ai cannabinoidi sintetici. I Centri per il controllo e la prevenzione delle malattie (CDC) hanno scoperto che il numero di decessi dovuti all'uso di cannabinoidi sintetici è triplicato tra il 2014 e il 2015.  Nel 2018, la Food and Drug Administration degli Stati Uniti ha avvertito dei rischi significativi per la salute derivanti dai cannabinoidi sintetici prodotti che contengono il veleno per topi brodifacoum, che viene aggiunto perché si ritiene prolunghi la durata degli effetti dei farmaci.  Da questa contaminazione sono derivate malattie gravi e morte.

## Classificazione strutturale
Sono note 14 famiglie chimiche riconoscibili di cannabinoidi sintetici. 
| Classificazione                                | Esempi                                                                            |
| ---------------------------------------------- | --------------------------------------------------------------------------------- |
| Adamantoylindoli o indazolo carbossammide      | 5F-AKB-48 , APICA , STS-135                                                       |
| Benzimidazoli                                  | AZ-11713908 , AZD-1940                                                            |
| Fenilacetilindoli                              | JWH-250 , RCS-8                                                                   |
| Cicloesilfenoli                                | CP 47,947, CP-55,940                                                              |
| Dibenzopirani                                  | JWH-051 , JWH-056                                                                 |
| Eicosanoidi                                    | AM-883 , AM-1346 , O-585 , O-689                                                  |
| Naftilindeni                                   | JWH-171 , JWH-176                                                                 |
| Carbossammidi dell'indazolo                    | AB-PINACA , AB-FUBINACA                                                           |
| Indazolo-3-carbossammidi                       | AB-CHMINACA , AB-FUBINACA , PX-2 , PX-3                                           |
| Indolo-3-carbossammidi                         | CUMYL-BICA , CUMYL-CBMICA , Org 28312 , Org 28611                                 |
| Indolo-3-carbossilati o arilossicarbonilindolo | FDU-PB-22 , FUB-PB-22                                                             |
| Naftoilindazoli                                | THJ-018 , THJ-2201                                                                |
| Naftoilindoli                                  | AM-1221 , AM-2201 , JWH-007 , JWH-018, JWH-073 , JWH-200 , JWH-398 , WIN-55,212-2 |
| Fenilacetilindoli                              | JWH-167 , JWH-203                                                                 |
| Pirazolocarbossammidi                          | 5F-AB-FUPPYCA , AB-CHFUPYCA                                                       |
| Pirrolobenzossazine o naftoilindolo            | VINCI 55.212-2                                                                    |
| Esteri chinolinilici o arilossicarbonilindolo  | PB-22 , 5F-PB-22                                                                  |
| Tetrametilciclo-propilcarbonilindazoli         | FAB-144                                                                           |
| Tetrametilciclo-propilcarbonilindoli           | A-796.260 , A-834.735 , UR-144 , XLR-11 , XLR-12                                  |

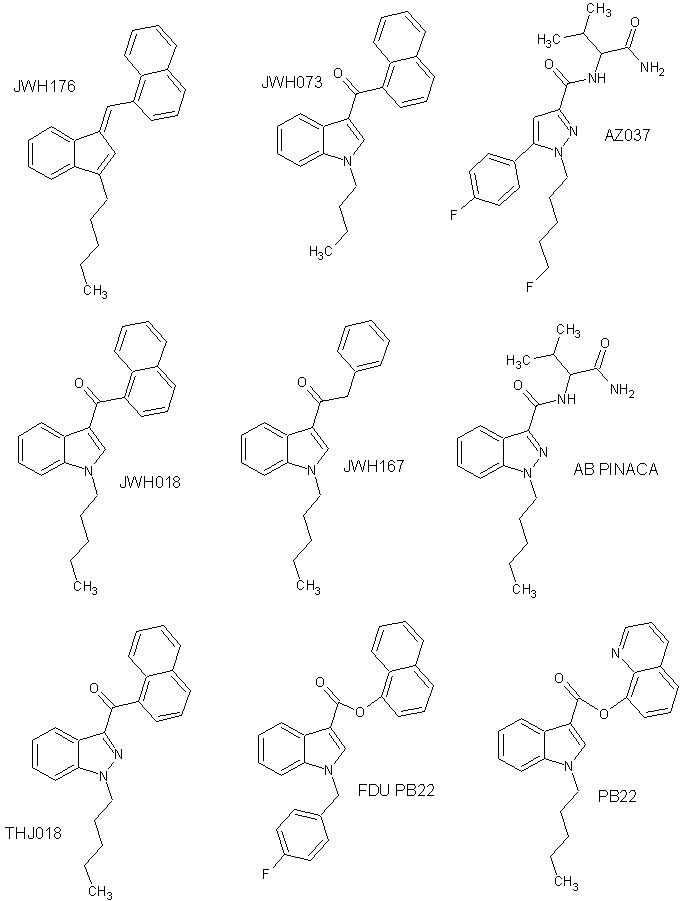
Cannabinoidi sintetici

Esistono cinque categorie principali di cannabinoidi sintetici: cannabinoidi classici, cannabinoidi non classici, cannabinoidi ibridi, aminoalchilindoli ed eicosanoidi. I cannabinoidi classici sono analoghi del THC basati su un anello dibenzopirano. Sono stati sviluppati a partire dagli anni '60, in seguito all'isolamento del THC,  ed erano originariamente gli unici cannabinoidi sintetizzati.  I cannabinoidi classici includono nabilone e uno dei cannabinoidi classici sintetici più conosciuti è l'HU-210.
I cannabinoidi non classici includono i cicloesilfenoli (CP), che furono sintetizzati per la prima volta tra la fine degli anni '70 e gli anni '80 da Pfizer come potenziali analgesici.  L'omologo C8 del CP-47,497 ( CP-47,497-C8 ) è stato uno dei primi cannabinoidi sintetici utilizzati a scopo ricreativo. CP-47.497-C8 è realizzato estendendo la catena laterale dimetileptile di CP-47.497 a una catena laterale dimetilottile. È stato scoperto da scienziati forensi in una miscela di erbe nota come "Spice" nel 2008, insieme a JWH-018 , un aminoalchilindolo .
I cannabinoidi ibridi hanno una combinazione di caratteristiche strutturali dei cannabinoidi classici e non classici. Ad esempio, AM-4030 , un derivato del HU-210 , è un cannabinoide ibrido perché ha l'anello dibenzopiranico comune dei cannabinoidi classici e un gruppo idrossile alifatico comune nella famiglia CP dei cannabinoidi non classici.
Gli aminoalchilindoli sono strutturalmente dissimili dal THC e includono naftoilindoli (JWH-018), fenilacetilindoli (JWH-250) e benzoilindoli (AM-2233). Gli aminoalchilindoli sono considerati i cannabinoidi sintetici più comuni presenti nelle miscele di cannabinoidi sintetici, probabilmente a causa del fatto che queste molecole sono più facili da sintetizzare rispetto ai cannabinoidi classici e non classici. Le molecole JWH furono sintetizzate per la prima volta da John William Huffman alla Clemson University alla fine degli anni '90. L'FBI ha concluso in una nota del 2012 che, a seguito della pubblicazione della ricerca di JW Huffman, le persone alla ricerca di uno "sballo simile alla marijuana" avrebbero seguito le sue ricette e i suoi metodi.
I cannabinoidi sintetici eicosanoidi sono analoghi degli endocannabinoidi, come l'anandamide. Gli endocannabinoidi sono cannabinoidi presenti naturalmente nel corpo. Uno degli analoghi sintetici più conosciuti dell'anandamide è la metanandamide.
I cannabinoidi sintetici emersi di recente presentano una diversità strutturale ancora maggiore, forse per sovvertire le normative legali sulle generazioni precedenti di cannabinoidi sintetici. Esistono alcune diverse classificazioni strutturali dei cannabinoidi sintetici che includono molte delle nuove strutture. Il gruppo indazolo carbossammide , che comprende APINACA (AKB-48), un adamantil indazolo carbossammide, e AB-PINACA , un amminocarbonil indazolo carbossammide, è un esempio di un nuovo gruppo di cannabinoidi sintetici.  La maggior parte dei produttori e produttori clandestini apportano solo piccole modifiche alla struttura di un cannabinoide sintetico, come la modifica della struttura dell'indolo in indazolo (da AM-2201 a THJ-2201 ) o la sostituzione terminale del fluoro;  tuttavia, un gruppo che non aveva precedenti quando fu scoperto dagli scienziati forensi nel 2013, era quello dei cannabinoidi sintetici chinolinil-estere.
PB-22 e 5F-PB-22 sono stati i primi cannabinoidi sintetici a includere una sottostruttura chinolina e un legame estere. Si ritiene che questi composti siano stati sintetizzati con l'intenzione di creare un profarmaco cannabinoide sintetico, che potrebbe migliorare l'assorbimento e confondere il rilevamento. I legami esterei sono facilmente biodegradabili attraverso l'idrolisi spontanea o endogena dell'esterasi non specifica, che è stata comunemente utilizzata in chimica farmaceutica per produrre profarmaci esteri.
Sebbene la maggior parte dei cannabinoidi sintetici non siano analoghi diretti del THC, condividono molte caratteristiche comuni con il THC. La maggior parte sono piccole molecole liposolubili , non polari (di solito 20-26 atomi di carbonio) che sono abbastanza volatili , il che le rende "fumabili", come il THC.  Un'altra caratteristica comune della maggior parte dei cannabinoidi sintetici e del THC è una catena laterale composta da cinque a nove atomi di carbonio saturi. È stato scoperto che questa catena di atomi di carbonio è necessaria per un'attività psicotropa ottimale derivante dal legame con i recettori CB1.

## Affinità di legame e potenza
La maggior parte dei cannabinoidi sintetici sono agonisti di entrambi i recettori dei cannabinoidi, CB1 e CB2 , come il THC; tuttavia, spesso hanno una maggiore affinità di legame e quindi una maggiore potenza rispetto al THC.
A causa della maggiore potenza, le dosi utilizzate di molti cannabinoidi sintetici possono essere inferiori a 1 mg.
| Nome                                     | Classificazione strutturale                 | Affinità di legame CB1 (nM) | Affinità di legame CB2 (nM) | CB1 EC50 (nM) | CB2 EC50 (nM) |
| ---------------------------------------- | ------------------------------------------- | --------------------------- | --------------------------- | ------------- | ------------- |
| Δ9 -THC ( fitocannabinoide di controllo) | Cannabinoide classico                       | 41±2                        | 36±10                       | 250           | 1157          |
| HU-210                                   | Cannabinoide classico                       | 0,061±0,007                 | 0,52 ± 0,04                 |               |               |
| (C8) CP 47.497                           | Cannabinoide non classico (cicloesilfenolo) | 2,20 ± 0,47                 |                             |               |               |
| JWH-018                                  | Aminoalchilindolo (naftoilindoli)           | 9,0 ± 5,0                   | 2,94 ± 2,65                 | 102           | 133           |
| AM-2201 (Fluorurato JWH-018)             | Aminoalchilindolo (naftoilindoli)           | 1.0                         | 2.6                         | 38            | 58            |
| UR-144                                   | Tetrametilciclopropilindoli                 | 29 ± 0,9                    | 4,5±1,7                     | 421           | 72            |
| XLR-11 (UR-144 fluorurato)               | Tetrametilciclopropilindoli                 | 24±4.6                      | 2,1±0,6                     | 98            | 83            |
| APICA                                    | Adamantoylindolo                            |                             |                             | 128           | 29            |
| STS-135 (APICA fluorurata)               | Adamantoylindolo                            |                             |                             | 51            | 13            |
| AB-PINACA                                | Indazolo carbossammide                      |                             |                             | 1.2           | 2.5           |
| PB-22                                    | Estere chinolinilico                        |                             |                             | 5.1           | 37            |
| 5F-PB-22 (PB-22 fluorurato)              | Estere chinolinilico                        | 0,468                       | 0,633                       | 2.8           | 11            |

## Assetto legale
Sebbene alcuni cannabinoidi sintetici siano ora proibiti dalle convenzioni delle Nazioni Unite gran parte di loro sono classificati come NPS (New Psychoactive Substances), cioè: «sostanze d’abuso, sia in forma pura che come preparato, che non sono controllate dalla Convenzione unica sugli stupefacenti del 1961 o dalla Convenzione sulle sostanze psicotrope del 1971, ma che può rappresentare una minaccia per la salute pubblica». Il volume e la rapida continua comparsa di nuove varianti rendono arduo per gli organismi di controllo della droga tenere il passo. Alcuni cannabinoidi sintetici, identificati nei primi anni della comparsa del fenomeno, sono stati proibiti nelle legislazioni sul controllo delle droghe di alcune nazioni.  Altre nazioni, come: Australia, Austria, Irlanda, Israele, Nuova Zelanda, Polonia, Portogallo, Regno Unito, Slovacchia, Svezia, Ungheria, li hanno resi illegali in norme generiche su qualunque sostanza psicoattiva classificabile come NPS. In alcuni casi, come in Italia, è stato invece implementato un divieto generalizzato su qualsiasi sostanza psicoattiva con struttura analoga ai principali cannabinoidi sintetici, nel tentativo di evitare che i divieti successivi vengano vanificati dalla introduzione di nuove varianti.
La norma italiana sulle sostanze stupefacenti e psicotrope include in tabella I i cannabinoidi sintetici con l'inserimento, dal DL 112 del 16 maggio 2011 e successivi aggiornamenti, oltre a voci su specifici cannabinoidi sintetici, anche di tutti composti con struttura analoga.
| Analoghi di struttura derivanti dal 3- benzoilindolo      |
| Analoghi di struttura derivanti dal 3- fenilacetilindolo  |
| Analoghi di struttura derivanti dal 3- (1-naftoil)indolo  |
| Analoghi di struttura derivanti da indazol-3-carbossamide |
| Analoghi di struttura derivanti da indol-3-carbossamide   |
| analogo 5-fluoropentile di MDA 19                         |
| analogo pent-4-ene di MDA 19                              |

## Lista di cannabinoidi sintetici

### Cannabinoidi classici
Nabilone, Paraesile, Dimetileptilpirano, HU-210, JWH-051, JWH-133, HU-243, AM-087, Acido ajulemico, HU-308

### Cannabinoidi cicloesilfenolo
CP 47.497 e il suo omologo (C8) cannabicicloesanolo, CP 55.940, CP 55.244

### Cannabinoidi vari/ibridi
(4-idrossimetilbenzoil)-1-pentilindolo, 5F-AB-FUPPYCA, AZ-037, 5F-MDA-19, 5F-PCN, 5F-MN-21, A-836.339, AB-CHFUPYCA, BAIA 38-7271, BIM-018, CB-13, EG-018, EG-2201, FUBIMINA, BIM-2201, BZ-2201, FTHJ, JTE-907, JTE 7-31, LY-2183240, MDA-19, MDMB-CHMCZCA, EGMB-CHMINACA, NESS-0327, NESS-040C5, NNL-1, QMPSB, VINCI 55.212-2

### A base di indazolo
4F-ADB, 4F-MDMB-PINACA, 4F-MDMB-BINACA, 4CN-ADB, 4CN-MDMB-PINACA, 5C-APINACA, 5C-AKB48, 5F-AB-PINACA, 5F-ADB-PINACA, 5F-ADB, 5F-MDMB-PINACA, 5F-AMB, 5F-APINACA, 5F-AKB48, 5F-CUMYL-PINACA, SGT-25, C-Liquido, 5F-EMB-PINACA, 5F-AEB, 5F-MN-18, 5F-NPB-22, 5F-SDB-005, AB-CHMINACA, AB-FUBINACA, PX-4, AB-PINACA, ADAMANTYL-THPINACA, ADB-BINACA, ADB-BUTINACA, ADB-CHMINACA, MAB-CHMINACA, "MA-CHMINACA", ADB-FUBINACA, MAB-FUBINACA, ADB-PINACA, MAB-PINACA, ADSB-FUB-187, AMB, AMB-CHMINACA, "MA-CHMINACA", AMB-FUBINACA, FUB-AMB, MMB-FUBINACA, APINACA, AKB48, APP-BINACA, APP-BUTINACA, APP-FUBINACA, PX-4, BiPICANA, CUMYL-4CN-BINACA, SGT-78, CUMYL-PINACA, SGT-24, CUMYL-THPINACA, SGT-42, Cumil-TsINACA, EMB-FUBINACA, FU-AEB, FAB-144, FUB-APINACA, FUB-AKB48, FUB-NPB-22, IPO-33, MDMB-4it-PINACA, MDMB-CHMINACA, MDMB(N)-CHM, MDMB-FUBINACA, MDMB(N)-Bz-F, MDMB-Bz-F, FUB-MDMB, MN-18, NPB-22, PX-2, 5F-APP-PINACA, FU-PX, PPA(N)-2201, PX-3, APP-CHMINACA, SDB-005, THJ-018, THJ-2201

### A base di indolo
4F-ADB, 4F-MDMB-PINACA, 4F-MDMB-BINACA, 4CN-ADB, 4CN-MDMB-PINACA, 5C-APINACA, 5C-AKB48, 5F-AB-PINACA, 5F-ADB-PINACA, 5F-ADB, 5F-MDMB-PINACA, 5F-AMB, 5F-APINACA, 5F-AKB48, 5F-CUMYL-PINACA, SGT-25, C-Liquido, 5F-EMB-PINACA, 5F-AEB, 5F-MN-18, 5F-NPB-22, 5F-SDB-005, AB-CHMINACA, AB-FUBINACA, PX-4, AB-PINACA, ADAMANTYL-THPINACA, ADB-BINACA, ADB-BUTINACA, ADB-CHMINACA, MAB-CHMINACA, "MA-CHMINACA", ADB-FUBINACA, MAB-FUBINACA, ADB-PINACA, MAB-PINACA, ADSB-FUB-187, AMB, AMB-CHMINACA, AMB-FUBINACA, FUB-AMB, MMB-FUBINACA, APINACA, AKB48, APP-BINACA, APP-BUTINACA, APP-FUBINACA, PX-4, BiPICANA, CUMYL-4CN-BINACA, SGT-78, CUMYL-PINACA, SGT-24, CUMYL-THPINACA, SGT-42, Cumil-TsINACA, EMB-FUBINACA, FU-AEB, FAB-144, FUB-APINACA, FUB-AKB48, FUB-NPB-22, IPO-33, MDMB-4it-PINACA, MDMB-CHMINACA, MDMB(N)-CHM, MDMB-FUBINACA, MDMB(N)-Bz-F, MDMB-Bz-F, FUB-MDMB, MN-18, NPB-22, PX-2, 5F-APP-PINACA, FU-PX, PPA(N)-2201, PX-3, APP-CHMINACA, SDB-005, THJ-018, THJ-2201

#### Quinolinilindoli
5F-PB-22, BB-22, QUCHIC, FDU-PB-22, FUB-PB-22, PB-22, QUPIC

#### Benzoilindoli
AM-630, AM-679, AM-694, AM-1241, AM-2233, RCS-4

#### Adamantoylindolo
AB-001, AB-002, AM-1248

#### Naftoilindoli
AM-1220, AM-1221, AM-1235, AM-2201, AM-2232, CBL-018, NM-018, EAM-2201, FUB-JWH-018, JWH-007, JWH-015, JWH-018, JWH-019, JWH-073, JWH-081, JWH-098, JWH-116, JWH-122, JWH-149, JWH-182, JWH-193, JWH-198, JWH-200, JWH-210, JWH-398, JWH-424, MAM-2201, NE-CHMIMO, NM-2201, CBL-2201

#### Fenilacetilindoli
JWH-167, JWH-203, JWH-249, JWH-250, JWH-251, JWH-320, RCS-8